# Solterito
El solterito es una ensalada peruana, originario de la ciudad de Arequipa. Es un plato destacado dentro de la oferta gastronómica de las picanterías.

## Descripción
El plato es de muy simple ejecución, contiene solo habas cocidas, cebolla, tomate, queso fresco, papas y choclo cocidos, rocoto y perejil picado y un aliño ácido.